# قله گیملی
گیملی یک قله کوه واقع در رشته کوه‌های والهالا در رشته کوه‌های سلکرک در بریتیش کلمبیا، کانادا با ارتفاع ۲٬۸۰۶-متر (۹٬۲۰۶-فوت) است. قله گیملی چهارمین نقطه مرتفع در رشته کوه والهالا است.
بر اساس اساطیر اسکاندیناوی، گیملی جایی است که بازماندگان صالح راگناروک (روز قیامت که آسمان و زمین ویران می‌شوند) در آنجا زندگی می‌کنند.
بر اساس طبقه‌بندی آب و هوای کوپن، قله گیملی دارای آب و هوای نیمه قطبی با زمستان‌های سرد، برفی و تابستان‌های معتدل است.
فرد بکی در کتاب، ۱۰۰ صعود مورد علاقه آمریکای شمالی از کوهستان کلاسیک جنوبی در افسانه کوهنوردی نام برده‌است.